# Agrilus zhelochovtsevi
Agrilus zhelochovtsevi es una especie de insecto del género Agrilus, familia Buprestidae, orden Coleoptera.
Fue descrita científicamente por Alexeev, 1981.